# Bopyrella moluccensis
Bopyrella moluccensis là một loài chân đều trong họ Bopyridae. Loài này được Bourdon miêu tả khoa học năm 1983.